# Zivilprozessgesetzbuch der Litauischen Sozialistischen Sowjetrepublik
Zivilprozessgesetzbuch der Litauischen Sozialistischen Sowjetrepublik (lit. Lietuvos Tarybų Socialistinės Respublikos civilinio proceso kodeksas, LTSR CK)  war die umfassende sowjetlitauische Zivilprozessrechtskodifikation und Hauptrechtsquelle des sowjetlitauischen Zivilprozessrechts. Das Gesetz wurde vom Obersten Sowjet Sowjetlitauens am 7. Juli 1964 verabschiedet und trat am 1. Januar 1965 in Kraft. Zivilprozesskodex bestand aus 482 Artikeln, 6 Kapiteln und 43 Unterkapiteln sowie 2 Beilagen. Der Nachfolger des Zivilgesetzbuches war das Zivilprozessgesetzbuch der Republik Litauen von 2002.